# NORML
NORML(The National Organization for the Reform of Marijuana Laws )とは米国での大麻使用に関する規制緩和を主張するワシントンD.C.で設立された社会福祉団体で、支持の対象は医療目的での使用とそうでないものの両方を含む。NORML のウェブサイトによれば、同団体は「大麻の個人所有、および成人による責任ある利用、また個人での利用を目的とした栽培、および嗜好用に少量を運搬することに対する罰則をすべて無くす」ことを支援するとしており、また「大麻の生産および成人向け販売のための法制度整備」を主張している。
NORML には姉妹組織として、現行の大麻関連法により被害を被った人々に対する法的な支援・援助を目的としたNORML Foundation がある。また NORML は米国内のみならず、カナダ・フランス・ニュージーランド・南アフリカなど国外にも多数の支部を抱えている。

## メンバー

### Board of Directors

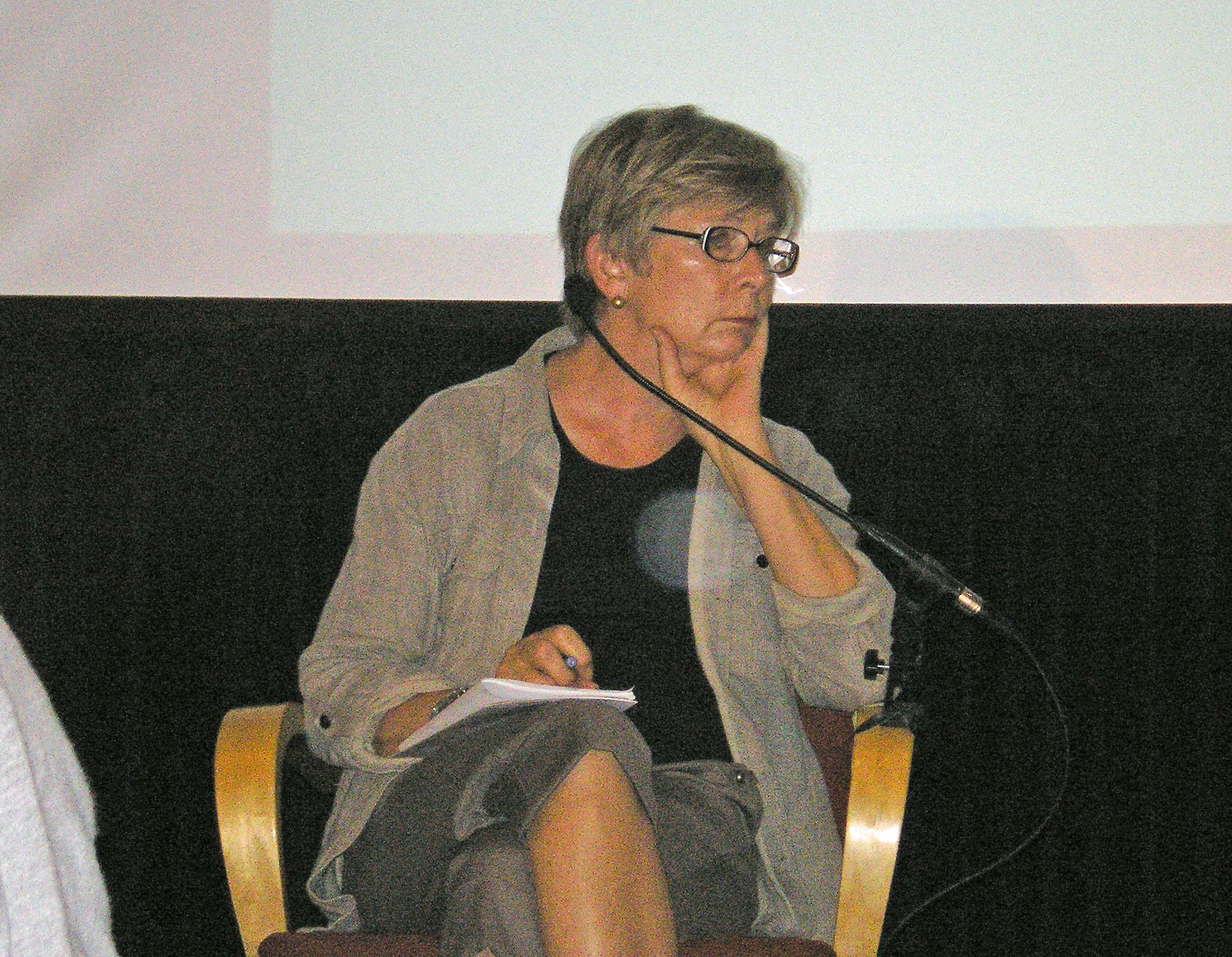
Barbara Ehrenreich

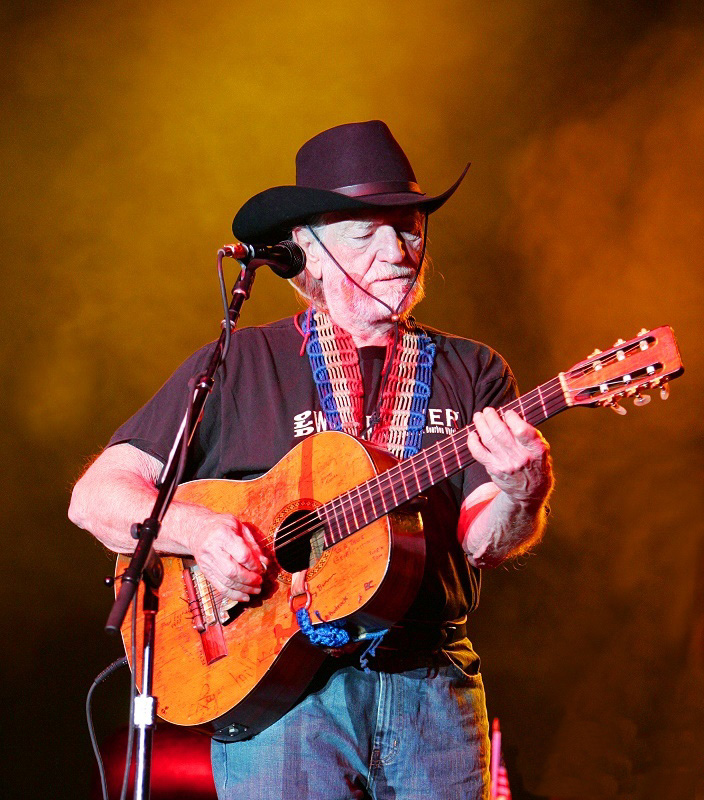
カリフォルニア州Santa YnezにあるChumash Casino Resortで演奏するウィリー・ネルソン

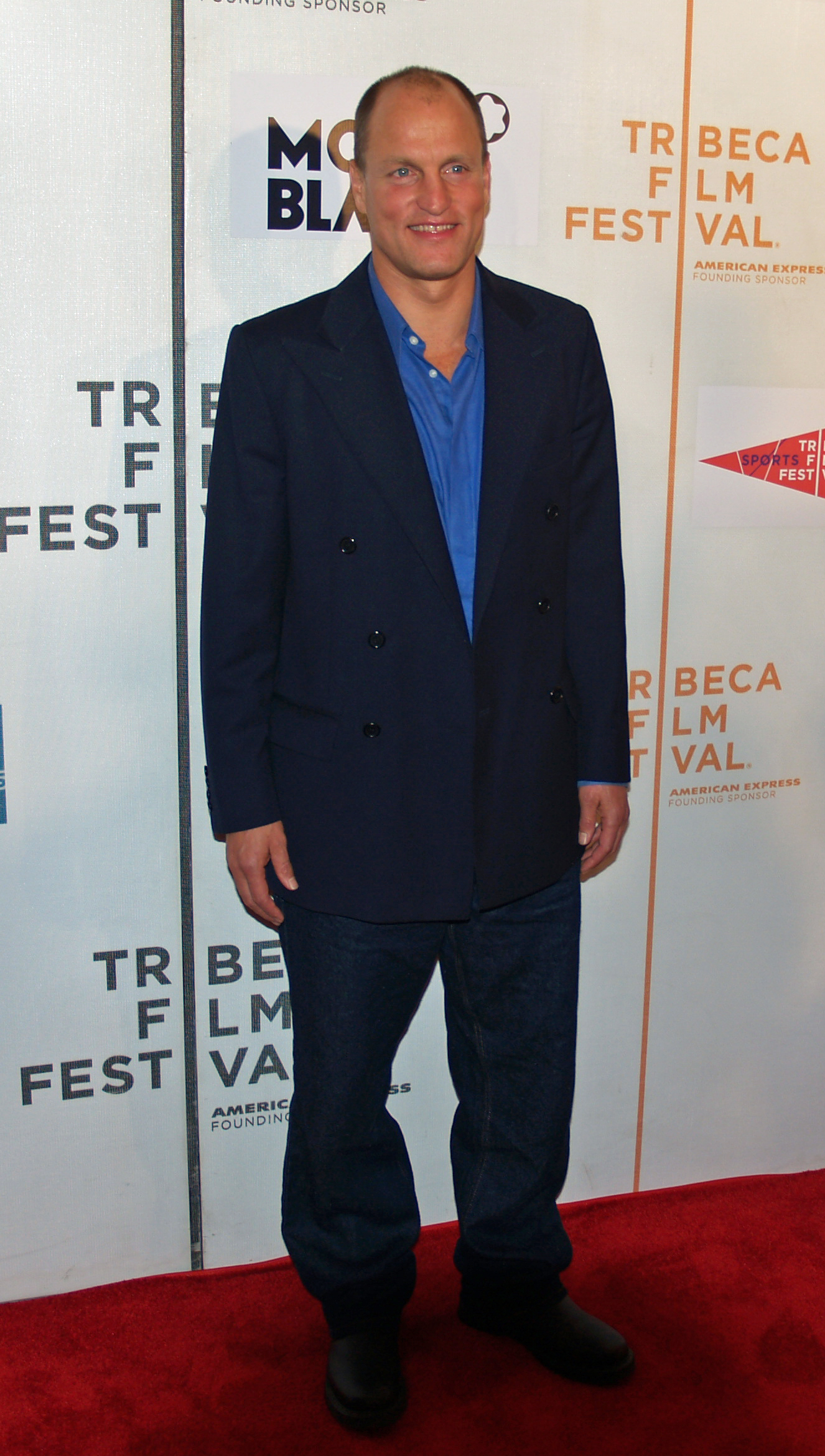
ウディ・ハレルソン

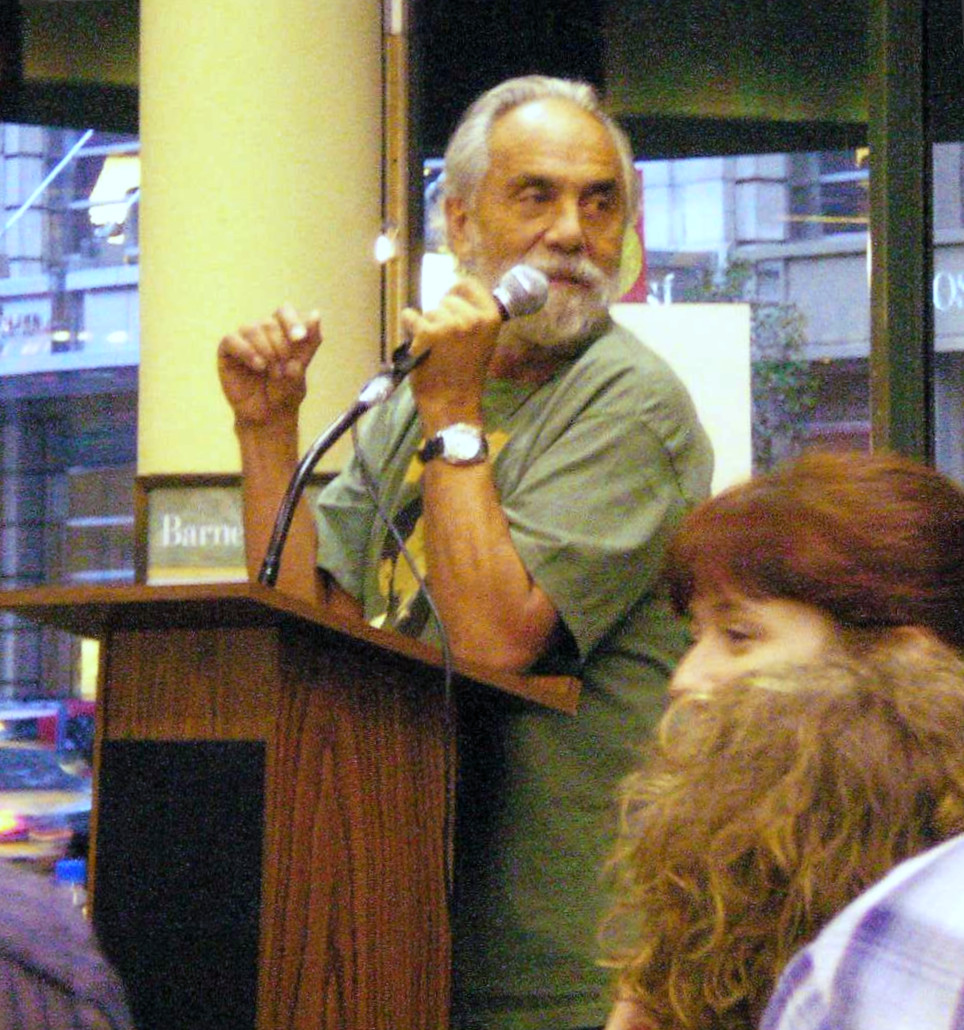
トミー・チョン

- スティーブ・ディロン, Esq. (Chair)
- Dale Gieringer, Ph.D. (Vice Chair)
- Rick Doblin, Ph.D.
- アン・ドラヤン（英語版）
- バーバラ・エーレンライク
- Dominic Holden
- ノーマン・エリオット・ケント（英語版）, Esq
- Paul Kuhn
- ナンシー・ロード, M.D., Esq.
- Madeline Martinez
- William Panzer, Esq.
- George Rohrbacher
- Jeffrey Steinborn
- en:Allen St. Pierre
- R. Keith Stroup, Esq.
- Richard M. Wolfe
- Dan Viets, J.D.
- Peter Vilkelis

### Advisory Board
- ウィリー・ネルソン, Co-Chair (シンガーソングライター, 俳優, 作家, ギタリスト, 音楽プロデューサー、セッションミュージシャン)
- ナディーン・ストロッセン, Esq., Co-Chair ( アメリカ自由人権協会代表)
- en:David Boaz (Executive Vice-President, ケイトー研究所副代表)
- Valerie Corral (WAMM)
- トミー・チョン（英語版） (チーチ&チョン参照、comedian, actor, director, author)
- Mitch Earleywine, Ph.D. (Associate Professor of Psychology)
- レスター・グリンスプーン, M.D. (Harvard Medical School (emeritus))
- en:Terence Hallinan, Esq. (元San Francisco District Attorney)
- ウディ・ハレルソン (俳優)
- ビル・マー (コメディアン・社会風刺家)
- en:Ron Mann (ドキュメンタリー映画監督)
- キャリー・マリス, Ph.D. (1993年ノーベル化学賞及び日本国際賞)
- en:Mark Stepnoski (元NFL選手)
- ダニエル・スターン (俳優・作家・映画監督)
- リック・スティーブス (旅行作家・テレビ司会者)
- Clifford W. Thornton, Jr. (Efficacy)
- Acey(ミュージシャン)

### エグゼクティブ・ディレクター
- en:Keith Stroup (1970年-1979年, 1995年-2004年)
- ジョージ・ファーハム (1979年-1982年)
- en:Kevin Zeese (1982年-1986年)
- en:Jon Gettman (1986年-1989年)
- ドナルド・フィードラー (1989年-1991年)
- en:Richard Cowan (1992年-1995年)[5]
- en:Allen St. Pierre (2005年-); Founding Director of the NORML Foundation, (1996年-)

### 元メンバー
- ハンター・S・トンプソン(ゴンゾ・ジャーナリスト)
- ロバート・アルトマン(映画監督)
- John P. Morgan, M.D., Physician and Professor of Pharmacology